# 宗谷岬神社
宗谷岬神社（そうやみさきじんじゃ）は、北海道稚内市にある神社。
宗谷岬の国道238号沿いに位置しており、2019年2月現在、日本の中で最も北に位置する神社であるとされている。
なお、御朱印の有無やその他詳細に関しては不明。